# 今池駅 (福岡県)
今池駅（いまいけえき）は、福岡県北九州市八幡西区里中二丁目にある、筑豊電気鉄道筑豊電気鉄道線の駅である。駅番号はCK07。

## 歴史
- 1970年（昭和45年）12月20日：駅開業。

## 駅構造
相対式ホーム2面2線を持つ地上駅である。無人駅。
| ホーム | 路線        | 行先                       | 備考 |
| ------ | ----------- | -------------------------- | ---- |
| 1      | ■筑豊電鉄線 | 永犬丸・楠橋・筑豊直方方面 |      |
| 2      | ■筑豊電鉄線 | 穴生・熊西・ 黒崎駅前方面  |      |

※実際には上記ののりば番号標はない、上記の番号は列車運転指令上の番線番号である。

## 利用状況
2021年度の1日平均乗降人員は1,401人である。
近年の1日平均乗車人員は以下の通りである。
| 年度 | 1日平均 乗車人員 | 1日平均 乗降人員 |
| ---- | ---------------- | ---------------- |
| 2011 | 754              | 1,475            |
| 2012 | 834              | 1,642            |
| 2013 | 796              | 1,548            |
| 2014 | 740              | 1,443            |
| 2015 | 761              | 1,477            |
| 2016 | 773              | 1,499            |
| 2017 | 764              | 1,477            |
| 2018 | 870              | 1,674            |
| 2019 | 837              | 1,634            |
| 2020 | 672              | 1,312            |
| 2021 |                  | 1,401            |

## 駅周辺
駅の周辺は閑静な住宅街が広がっている。駅の西側は山林だったが、急速に住宅団地が開発された。
- 北九州市立竹末小学校
- 福岡県立北筑高等学校
- 北九州市立西部障害者福祉会館
- 北九州テクノパーク八幡西
- 八幡厚生病院

### バス路線
- 西鉄バス北九州「筑鉄今池」停留所
  - 57：黒崎・竹末・北筑高校・下上津役・小嶺車庫・大平・香月営業所方面

## 隣の駅
筑豊電気鉄道
■筑豊電気鉄道線
森下駅 (CK06) - 今池駅 (CK07) - 永犬丸駅 (CK08)